# Langrenus (inslagkrater)

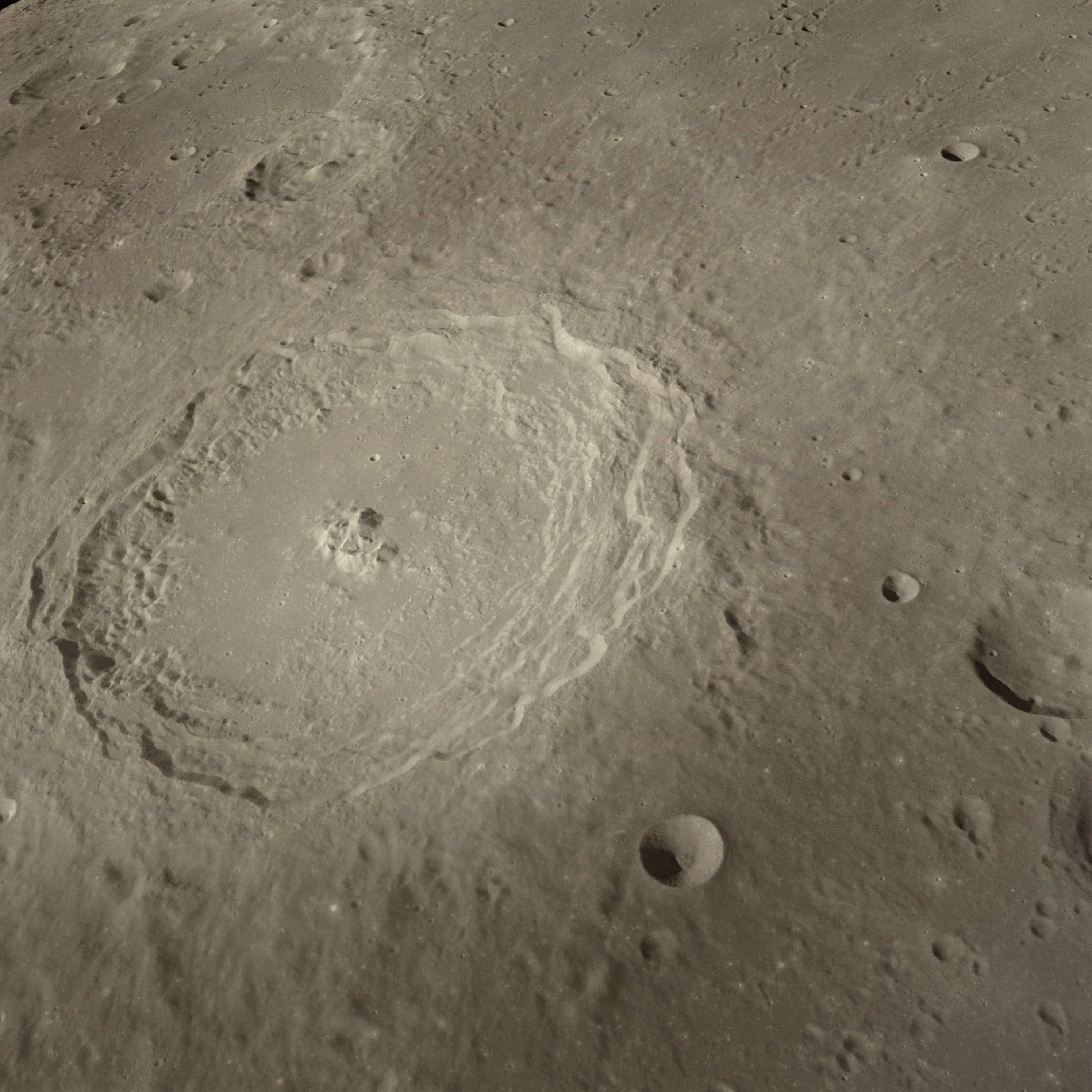
Een foto vanuit Apollo 8 tijdens de eerste bemande vlucht naar de maan in 1968

Langrenus is een grote inslagkrater op de Maan.

## Beschrijving
Langrenus is cirkelvormig en de binnenwand is breed en onregelmatig terrasvormig met een gemiddelde breedte van circa twintig kilometer. De buitenste wallen zijn onregelmatig en heuvelachtig. Het interieur van de krater heeft een hoger albedo dan de omgeving, dus de krater valt duidelijk op als de zon op zijn hoogtepunt staat. De kraterbodem is bedekt met tal van rotsblokken en is enigszins onregelmatig in de noordwestelijke helft. De centrale pieken zijn ongeveer 1000 meter hoog met een piek aan de oostelijke rand met een hoogte van 3000 meter.

## Locatie
Langrenus heeft een diameter van 132 km en bevindt zich op de voorkant van de maan. De krater ligt aan de oostelijke oever van de maanzee Mare Fecunditatis. In het zuiden ligt het overlappende kraterpaar  Vendelinus en de kleinere Lamé.

## Naamgeving
De Zuid-Nederlandse cartograaf en astronoom Michael Florent van Langren was de eerste persoon die in 1645 een maankaart tekende en benamingen gaf aan heel wat geografische maangebieden. Hij noemde deze krater zelfs naar zichzelf (Langreni). Ironisch genoeg is dit de enige die zijn oorspronkelijke benaming heeft behouden. Johannes Hevelius gaf aan deze krater de benaming Insula Major. De benaming Insula Minor gaf hij aan de nabijgelegen kraters Atwood, Bilharz en Naonobu ten noordwesten van Langrenus.

## Transient Lunar Phenomena(TLP)
Het gebied van Langrenus was niet gekend betreffende kortstondige vreemdsoortige optische verschijnselen. Echter op 30 december 1992 zag Audouin Dollfus van het Observatorium van Parijs met behulp van zijn telescoop een reeks lichtgloeden op de bodem van deze krater. Deze lichtgloeden veranderden in de loop van de tijd van vorm en professor Dollfus was van mening dat dit waarschijnlijk te wijten was aan een gasvormige emissie. De gebarsten bodem van de krater was mogelijk de bron van het gas.

## Kleurenanomalie in Langrenus
Gedurende de missie van Apollo 14 in 1971 werden vanuit orbit om de maan enkele roestkleurige gebiedjes waargenomen op de oostelijke binnenhellingen van Langrenus: A distinct rusty color is evident in one of a group of smooth bulbous domes with single or multiple furrows at or near the crests.

## Satellietkraters van Langrenus
Rondom Langrenus bevinden zich verscheidene kleinere kraters die genummerd werden, beginnend bij degenen die zich het dichtst bij het middelpunt van de krater bevinden.
| Langrenus | Breedtegraad | Lengtegraad | Diameter |
| --------- | ------------ | ----------- | -------- |
| E         | 12,7° ZB     | 60,6° OL    | 30 km    |
| G         | 12,1° ZB     | 65,4° OL    | 23 km    |
| H         | 8,0° ZB      | 64,3° OL    | 23 km    |
| L         | 13,2° ZB     | 62,2° OL    | 12 km    |
| M         | 9,8° ZB      | 66,4° OL    | 17 km    |
| N         | 9,0° ZB      | 65,7° OL    | 12 km    |
| P         | 12,1° ZB     | 63,1° OL    | 42 km    |
| Q         | 11,9° ZB     | 60,7° OL    | 12 km    |
| R         | 7,7° ZB      | 63,6° OL    | 5 km     |
| S         | 6,7° ZB      | 64,7° OL    | 9 km     |
| T         | 4,6° ZB      | 62,5° OL    | 42 km    |
| U         | 12,6° ZB     | 57,1° OL    | 4 km     |
| V         | 13,2° ZB     | 55,9° OL    | 5 km     |
| W         | 8,6° ZB      | 67,3° OL    | 23 km    |
| X         | 12,4° ZB     | 64,7° OL    | 25 km    |
| Y         | 7,8° ZB      | 66,9° OL    | 27 km    |
| Z         | 7,1° ZB      | 66,4° OL    | 20 km    |

Een aantal van de meer belangrijke kraters die Langrenus omringen zijn inmiddels hernoemd door de IAU:
- Langrenus A – naar Barkla
- Langrenus B – naar Naonobu
- Langrenus C – naar Acosta
- Langrenus D – naar Al-Marrakushi
- Langrenus F – naar Bilharz
- Langrenus J – naar Somerville
- Langrenus K – naar Atwood